# Kim Jung-hyun
Kim Jung-Hyun (hangul: 김정현; rr: Kim Jeong Hyeon) é um ator sul-coreano. Ele conquistou a fama estrelando dramas como Don't Dare to Dream e The Rebel, é mais conhecido por sua diversidade de papéis principais, nomeadamente no filme Overman, o drama adolescente de sucesso da KBS2 School 2017, a série juvenil da JTBC Welcome to Waikiki, o melodrama da MBC Time e o drama Crash Landing on You, da tvN.

## Biografia
Kim nasceu em Busan, na Coreia do Sul e cursou a Escola de Drama na Universidade Nacional de Artes da Coreia.

### Alistamento militar
Kim completou seu serviço militar obrigatório como assistente na terceira divisão de Kangwon-do quando tinha 21 anos.

## Carreira

### 2015: Primeiros trabalhos
Depois de atuar em vários musicais, Kim fez sua estreia no cinema com o filme Overman, que estreou no Festival Internacional de Cinema de Busan em 2015. Isso lhe rendeu indicações de Melhor Ator Revelação no 25º Buil Film Awards e no 22º Chunsa Film Art Awards.

### 2016–2018: Crescente popularidade
Kim estreou na TV em 2016 e ganhou bastante atenção como o irmão mais novo de Gong Hyo-jin na comédia romântica de sucesso Don't Dare to Dream.
Posteriormente, ele estrelou o drama histórico The Rebel. A série foi um sucesso comercial e de crítica e Kim ganhou o prêmio de Melhor Ator Revelação no MBC Drama Awards 2017.
No mesmo ano, ele foi escalado para a série de 2 episódios da MBC, Binggoo, ao lado de Han Sun-hwa.
Depois disso, ele interpretou o papel principal masculino no drama adolescente da KBS2 School 2017 ao lado de Kim Se-jeong do Gugudan. A série foi muito popular entre os jovens, levando ao aumento de sua popularidade, e a interpretação de Kim de um estudante rebelde e problemático foi elogiada pela crítica e pelo público. A série lhe rendeu três indicações de Melhor Ator Revelação no 54º Baeksang Arts Awards, no KBS Drama Awards 2017 e no primeiro The Seoul Awards.
Kim então apareceu no videoclipe Break Up In The Morning do 4Men.
Mais tarde naquele ano, foi escalado para um papel principal no drama especial da KBS2, Buzzcut Love.
Em 2018, Kim estrelou a série juvenil da JTBC intitulada Welcome to Waikiki, interpretando um cineasta cínico, mas de bom coração. A série foi um sucesso em toda a Ásia e solidificou o status de Kim como um ator versátil.
Ele então começou no filme Stay With Me ao lado de Seo Ye-ji no papel de um aspirante a músico com medo do palco. Kim emprestou seus vocais para a OST do filme intitulado Moonlight.
Mais tarde, ele estrelou o melodrama da MBC, Time ao lado de Seohyun do Girls' Generation, interpretando um chaebol cujo tempo está se esgotando devido à sua saúde debilitada. O retrato de Kim de um paciente terminal foi elogiado, mas ele teve que sair do drama no meio do caminho após seu distúrbio de alimentação e sono causado por seu Método de Interpretação.

### 2019–presente: Retorno e fama internacional
Em dezembro de 2019, Kim fez seu retorno à televisão após o hiato no tão aguardado drama da tvN Crash Landing on You ao lado de Hyun Bin, Son Ye-jin e Seo Ji-hye. O show se tornou um sucesso cultural e fenomenal local e mundialmente. É o drama da tvN com maior audiência e o terceiro drama coreano com maior audiência na história da televisão a cabo e também um dos programas mais assistidos no gigante de streaming online Netflix. A interpretação de Kim como Goo Seung-joon, o ex-noivo de Yoon Se-ri (Son Ye-jin) e eventual interesse amoroso por Seo Dan (Seo Ji-hye), foi muito amado e se tornou imensamente popular entre o público local e internacional. O nome de seu personagem "Goo Seung-joon" passou a ocupar o primeiro lugar nas classificações de pesquisa em tempo real da Coreia, o que ele, mais tarde em uma entrevista, descreveu como incrivelmente recompensador.
Em maio de 2020, Kim fez uma aparição Cameo no drama co-estrelado por Seo Ji-hye, Dinner Mate, interpretando o papel de seu namorado de longa data.
Em 5 de junho de 2020 foi confirmado que Kim iria liderar o próximo sageuk, Queen Cheorin da tvN, ao lado de Shin Hye-sun, no papel de Rei Cheoljong, que estreou em 12 dezembro de 2020.

## Filmografia

### Filmes
| Ano  | Título em inglês        | Título original  | Papel                  | Notas              | Ref.   |
| ---- | ----------------------- | ---------------- | ---------------------- | ------------------ | ------ |
| 2014 | The Beginning Of Murder | 살인의 추억      | Do-hyun                | Curta              | [ 16 ] |
| 2016 | Going My Home           | 내일의 시간      | Lee Shi-joon           | Curta              | [ 17 ] |
| 2016 | Overman                 | 초인             | Choi Do-hyun           | Filme independente | [ 18 ] |
| 2017 | One Day                 | 어느날           | Gerente assistente Cha |                    |        |
| 2018 | Stay With Me            | 기억을 만나다    | Woo-jin                | 4DX VR film        | [ 19 ] |
| 2019 | Rosebud                 | 그대 이름은 장미 | Woo-seong              |                    | [ 20 ] |

### Televisão
| Ano       | Título em inglês     | Título original      | Papel                     | Emissora      | Ref.   |
| --------- | -------------------- | -------------------- | ------------------------- | ------------- | ------ |
| 2016      | Don't Dare to Dream  | 질투의 화신          | Pyo Chi-yeol              | SBS           | [ 2 ]  |
| 2017      | The Rebel            | 역적백성을 훔친 도적 | Mo Ri                     | MBC           | [ 3 ]  |
| 2017      | Bigoo                | 빙구                 | Go Man-soo                | MBC           | [ 4 ]  |
| 2017      | School 2017          | 학교 2017            | Hyun Taen                 | KBS2          | [ 4 ]  |
| 2017      | Buzzcut Love         | 까까머리의 연애      | Bae Chi-hwan              | KBS2          | [ 6 ]  |
| 2018      | Welcome to Waikiki   | 으라차차 와이키키    | Kang Dong-gu              | JTBC          | [ 7 ]  |
| 2018      | Time                 | 시간;                | Cheon Soo-ho              | MBC           | [ 9 ]  |
| 2019–2020 | Crash Landing on You | 사랑의 불시착        | Gu Seung-jun / Alberto Gu | tvN & Netflix | [ 20 ] |
| 2020      | Dinner Mate          | 저녁 같이 드실래요?  | Lee Young-dong            | MBC           | [ 14 ] |
| 2020–2021 | Mr. Queen            | 철인왕후             | Rei Cheoljong             | tvN           | [ 15 ] |

### Teatro
| Ano  | Título                              | Papel            | Ref.   |
| ---- | ----------------------------------- | ---------------- | ------ |
| 2013 | 경성아리랑 26년 Musical Arirang     |                  | [ 21 ] |
| 2013 | Thérèse Raquin                      | Laurent LeClaire | [ 21 ] |
| 2015 | 조그만 입술                         |                  | [ 21 ] |
| 2015 | 가야십이지곡 Gayageum Jigok Musical |                  | [ 21 ] |

### Videoclipes
| Ano  | Título da música             | Artista       |
| ---- | ---------------------------- | ------------- |
| 2017 | Break Up In The Morning      | 4Men          |
| 2018 | Moonlight (OST Stay with me) | Kim Jung-hyun |

### Comerciais
| Ano  | Empresa               | Produto      | Tipo       |
| ---- | --------------------- | ------------ | ---------- |
| 2017 | JK Company            | Paperplanes  | Sapatos    |
| 2017 | MK Trend Co. Ltd.     | Buckaroo     | Roupas     |
| 2017 | SK Telecom            | T Membership |            |
| 2018 | Otsuka Pharmaceutical | ULOS         | Cosméticos |
| 2020 | Otsuka Pharmaceutical | ULOS         | Cosméticos |
| 2020 | Panasonic             |              |            |